# Autobusna linija br. 119 u Zagrebu
Linija 119 (Črnomerec – Podsused most) dnevna je autobusna linija u Zagrebu.
Prometuje na trasi: Črnomerec – Ilica – Oranice – Kožničev put – Vrapčanska putina – Samoborska cesta – Podsused most
Povezuje Podsused, Stenjevec i Malešnicu s Črnomercem gdje se ostvaruje presjedanje na tramvaj.

## Vanjske poveznice
- Vozni red linije 119

1. ↑  Datoteke u GTFS formatu. zet.hr. Pristupljeno 5. lipnja 2025. - Sadrži informacije tijela javne vlasti u skladu s Otvorenom dozvolom